# John Kirkbride (Musiker)

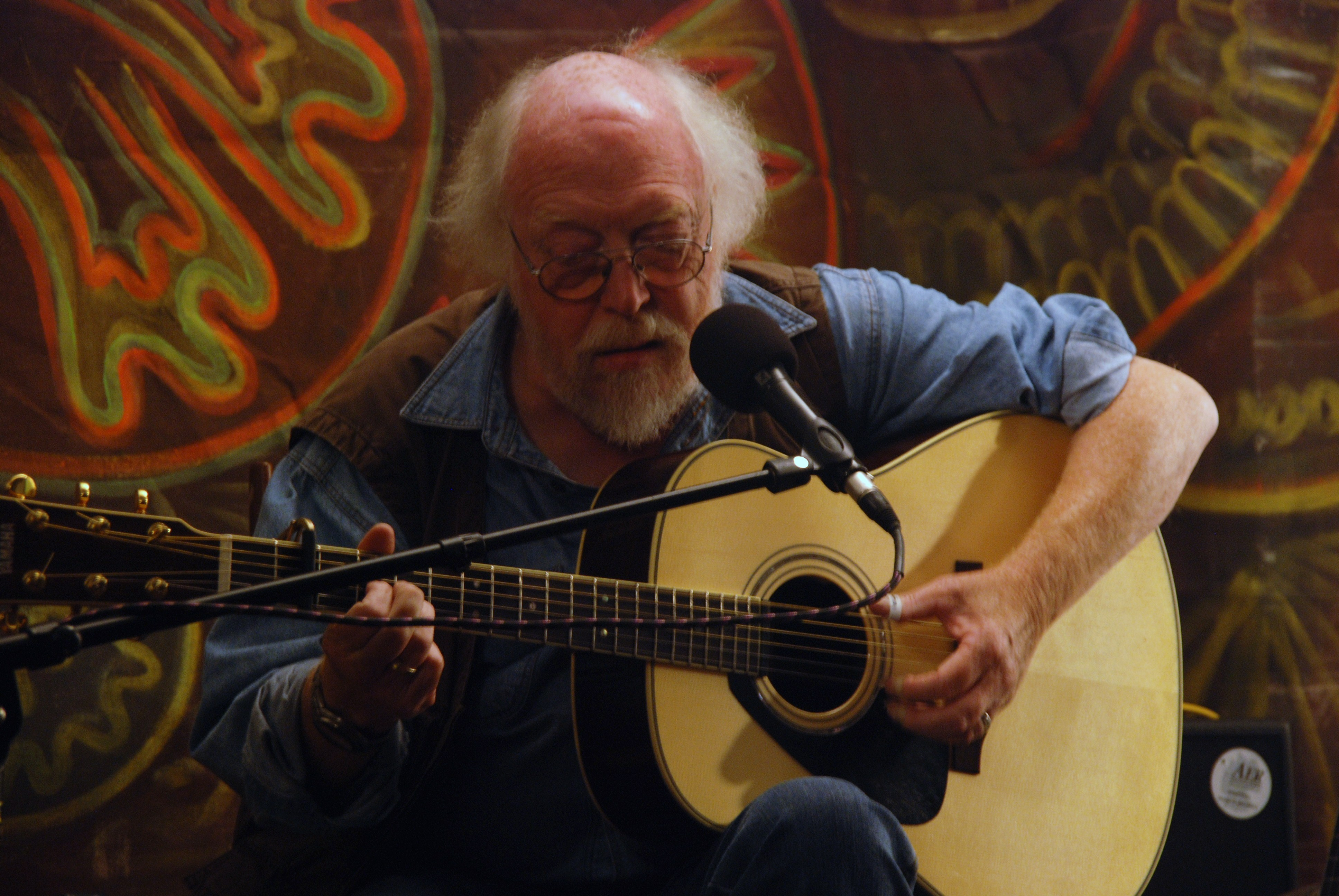
John Kirkbride 21. August 2008

John Kirkbride (* 17. Februar 1946 in Ullapool im Nordwesten Schottlands) ist ein schottischer Sänger, (Slide-)Gitarrist, Songwriter und Entertainer. 
Bezeichnend für Kirkbrides Live-Auftritte ist, dass er durch authentische Bluesmusik eine enge Beziehung zum Publikum herstellt, indem er es mit Anekdoten und witzigen, teils auch gesellschaftskritischen Nebenbemerkungen einbezieht. Bei seinen Konzerten spielt er Blues- und Jazzstandards aus den 20er, 30er und 1940er Jahren sowie Eigenkompositionen.

## Leben und Wirken
Zusammen mit seiner Familie wanderte Kirkbride im Alter von acht Jahren von Schottland nach Queensland in Australien aus. Dort bekam er seine erste Gitarre und begann, sich das Gitarrenspielen selbst beizubringen. Dabei stimmte er die Gitarre auf einen Akkord, ohne zu wissen, dass dies genau jene Gitarrenstimmung war, welche die erste Generation der Bluessänger im Mississippi-Delta als sog. offene Stimmung für das Slide- oder Bottleneck-Spiel benutzten. Das konventionelle Stimmen der Gitarre lernte Kirkbride erst Jahre später. Sein Spiel wurde später stark von dem aus dem Mississippi-Delta stammenden Bluesmusiker Robert Johnson beeinflusst.
Mit Anfang zwanzig kehrte Kirkbride nach Großbritannien zurück, wo er seine Gitarrentechnik verbesserte. Zu dieser Zeit übte die populäre britische Gruppe The Shadows (mit denen er Jahre später eine Session spielte) großen Einfluss auf ihn aus. Nachdem er eine Platte des Countrygitarristen Chet Atkins gehört hatte, kam er mit dessen Spielweise, dem Fingerpicking, in Berührung, die ihn fortan prägen sollte.
Durch den Einfluss von Songschreibern wie Carole King, Joni Mitchell, Randy Newman, Neil Young und Leonard Cohen begann Kirkbride auch mit dem Komponieren. Dabei lernte er, wie sich zwischen Text und Musik ein Dialog erschaffen lässt. Dies erklärt die bis auf den heutigen Tag erkennbare Vorliebe für Texte mit gesellschaftskritischer und politischer Spitze. 
Nach dem Ende der Wehrzeit bei den britischen Luftstreitkräften (Royal Air Force), wo er als Transportpilot diente (und nach eigenen Angaben einmal über dem Jemen abgeschossen wurde), ließ sich Kirkbride Ende der 60er Jahre in New York nieder, mit der Absicht, dort nur noch von der Musik zu leben. 
Mit der Musik den Lebensunterhalt zu finanzieren, gestaltete sich für Kirkbride als schwierig. Er erweiterte seine Technik und sein gesamtes musikalisches Wissen und trat als Begleitmusiker u. a. von Pete Seeger und Lightnin’ Hopkins auf. Zudem spielte er im Laufe der Zeit u. a. mit B.B. King, Eric Clapton, John Mayall, Louisiana Red, Alexis Korner, Chuck Leavell und Albie Donnelly zusammen.
Nach einer Zwischenstation in Holland 1976, wo er begann, die von ihm erlernten Bluesstücke (darunter viele des von ihm hochgeschätzten Robert Johnson) mit Melodie und Harmonik zu bereichern, verlegte Kirkbride Anfang der 80er Jahre seinen Lebensmittelpunkt nach Deutschland, wo er bis heute lebt.
Dabei arbeitete er viele Jahre mit dem Schriftsteller Hans-Christian Kirsch zusammen, dessen Lesungen er, je nach Programm, mit klassischer oder keltischer Musik, Blues oder Jazz, begleitete. 
Kirkbride tritt heute u. a. mit dem bayerischen Bluesharp-Spieler Ferdl Eichner auf, mit dem er bereits zahlreiche Aufnahmen machte.

## Diskografie

### LPs
- Tracks
- Magnetic Mugshots of Memorable Moments
- Sourdough, Corn and Hot Biscuits
- Reds and Blues

### CDs
- Blue Images
- Street Kids
- Brotherhood in Blues (mit Ferdl Eichner)
- Adam und Eva (mit Hans-Christian Kirsch)
- Der Keltische Zauberspiegel (mit Hans-Christian Kirsch)
- Riches to Rags (mit Ferdl Eichner)
- Changing of the Ways (zum Buch Bluesballaden von Hans-Christian Kirsch)
- Return Cargo (mit Albie Donnelly)
- Sketches
- Lifeline (mit Ferdl Eichner). 2009
- The Gambler (mit Andreas Schirneck). 2013